# Rhodopetala rosea
Genre
Espèce
Rhodopetala rosea est une espèce de mollusques de la classe des gastéropodes et de la famille des Lottiidae. Elle est monotypique dans son genre.

### Pour l'espèce
- (en) Catalogue of Life : Rhodopetala rosea (Dall, 1872) (consulté le 20 décembre 2020)
- (fr + en) ITIS : Rhodopetala rosea  (Dall, 1872)
- (en) WoRMS : espèce Rhodopetala rosea (Dall, 1872)
- (en) Animal Diversity Web : Rhodopetala rosea

### Pour le genre
- (en) Catalogue of Life : Rhodopetala Dall, 1921 (consulté le 9 avril 2023)
- (fr + en) ITIS : Rhodopetala  Dall, 1921
- (en) WoRMS : Rhodopetala Dall, 1921 (+ liste espèces)
- (en) Animal Diversity Web : Rhodopetala